# Nyttjanderätt
Nyttjanderätt är rättigheten att begagna någonting som ägs av någon annan. Det inkluderar ibland även rätten att tillgodogöra sig eventuell inkomst från sånt nyttjande.
Till nyttjanderätt hör sådant som arrende och under historisk tid vad som reglerades av privilegier med hänsyn till regale. För detta fick den som nyttjade egendomen fick betala avrad.
Nyttjanderätt är en av de centrala beståndsdelarna av upphovsrätt, så central att de två begreppen ofta används som synonymer. Nyttjanderätten är dock inom upphovsrätten rätten att nyttja, vidaresprida och dra ekonomisk fördel av upphovsmannens verk. Det är detta som inom upphovsrätten ofta kallas de ekonomiska rättigheterna, vilket är åtskilt från skaparens ideella rättigheter (rätten att erkännas som verkets upphovsman och rätten att motsätta sig att verket vandaliseras och/eller används på ett sådant sätt att upphovsmannens anseende kan skadas).
Andra typiska former av nyttjanderätt finns i de flesta hyres- och leasingavtal. Dessa ger brukaren nyttjanderätt under en viss tid av något som ägs av någon annan.

## Källhänvisningar
1. ↑   nyttjanderätt i Nationalencyklopedins nätupplaga. Läst 14 mars 2015.